# アイゼンガルド

アイゼンガルドの白い手の旗（白のサルマンの旗印）

アイゼンガルド（Isengard）は、J・R・R・トールキンの小説『指輪物語』に登場する架空の要塞。劇中では魔法使いサルマンの居城として用いられていた。当初の瀬田貞二訳ではイセンガルドと表記されている。

## 概要
アイゼンガルドという名前は、シンダール語のアングレンオスト（Angrenost）からの翻訳（という設定）であり、「鉄の砦」を意味する。
第二紀に、亡国のヌーメノール人によって構築された。その位置は南方王国ゴンドールの北西部の角で、その南にあるアグラロンドとともに、アイゼンの浅瀬からのカレナルゾンへの敵の侵入から守っていた。
アイゼン川は、アイゼンガルドの背後のメセドラス山に源を発する川である。北はメセドラス山が防壁の代わりになり、その他の三方は大きな防壁によって保護されている。この防護網はアイゼンガルドの輪と呼ばれていた。これによって、ここに侵入する道はアイゼン川が流れこむ北東側の落とし格子か、南側のアイゼンガルドの門の二つに限られた。
アイゼンガルドは、アイゼン川の恵みのために大木や草原の多い、緑が多い場所だった。

### オルサンク
アイゼンガルドの中央にはオルサンクの塔が建っていた。オルサンク（Orthanc）とはシンダール語で「牙の山」を意味する語だが、同時にローハンの言葉で「狡猾な心」をも意味する。
オルサンクは4本の塔脚で支えられていた。頂点もまた4つの尖塔に分かれて開いており、その間の狭い屋上の床には、奇妙な記号が描かれていた。下の広場から屋上までの高さは500フィート（約150メートル）もあった。
ヌーメノール人の失われた技術で築かれたこの塔は難攻不落であり、アイゼンガルドを破壊したエントたちも、オルサンクの材質である黒い石を破壊することはできなかった。
塔内にはパランティーアのひとつが置かれており、かつてはゴンドールの要所であった。

## 歴史
第三紀の初期、カレナルゾンの地の人口が減っていき、オルサンクの最後の守護はミナス・ティリスに呼び戻された。アイゼンガルドは世襲の大将が指揮する小さな隊が保護し続けた。 
カレナルゾンが、ゴンドールの執政キリオンによってエオセオドに割譲され、独立国ローハンになった後も、アイゼンガルドはゴンドールの一部のままだった。しかしゴンドール本国ではそれについてほとんど忘れられていた。小さな守備隊は褐色人との混血が進み、要塞の名前以外はほとんど褐色人のものになった。しかしながら、ゴンドールの執政だけが鍵を持っていたので、オルサンクは閉じられ続けた。 
ローハンの王デオルの治世に、アイゼンガルドは公然とロヒアリムに敵対的になった。アイゼンガルドを拠点にして、褐色人はデオルの息子グラムの治世にローハンを襲撃し続け、グラムの息子槌手王ヘルムの時代に、褐色人の君主フレカおよびかれの息子ウルフは、もう少しでロヒアリムを絶滅しそうになった。結局はロヒアリムが勝利し、アイゼンガルドを奪取して、ゴンドールのために保護した。 
ゴンドールの執政ベレンの時代、白の魔法使いサルマンが東方から再び急に現れ、かれはアイゼンガルドを保護することを申し出た。ベレンは、喜んでかれにオルサンクの鍵を与えた。また、サルマンはそこに拠を構えた。その後、谷はナン・クルニーア「魔法使いの谷」として知られるようになった。
指輪戦争の間、アイゼンガルドはサルマンのロヒアリムに対する策動の基地で、かれは木を切り、アイゼン川を堰止めて流れを変えて、谷を汚した。アイゼンガルドの谷は、ウルク＝ハイを造り、武器を鋳造するための深い穴となった。アイゼンガルドは、無数のオークの巣窟になった。かれらを用いて、サルマンはローハンを征服しようとした。結局ファンゴルンの森の木の鬚の率いるエントとフオルンの軍勢がアイゼンガルドを攻撃し、要塞を占領したが、オルサンクは落とせなかった。
ホビットのメリアドク・ブランディバックとペレグリン・トゥックは新しい「門衛」として、ローハン王セオデン、アラゴルン、そしてガンダルフを門で迎えた。サルマンは大胆に立ち向かい、容赦を求めることを拒絶し、召使の蛇の舌グリマとともに木の鬚の保護のもとに解放された。後にサルマンはアイゼンガルドを放棄した。
第四紀に、アイゼンガルドは回復され、木の鬚は多くの木を移植した。オルサンクは再びエレッサール王アラゴルンのもと再統一した王国の塔になった。